# Tapetserer
En tapetserer er en håndværker der blandt andet opsætter tapet. Faget er udsprunget af saddelmagerfaget.
Tidligere satte møbelpolstrere også tapet op. Det er siden overtaget af malere.[kilde mangler]